# Astrum Argentum

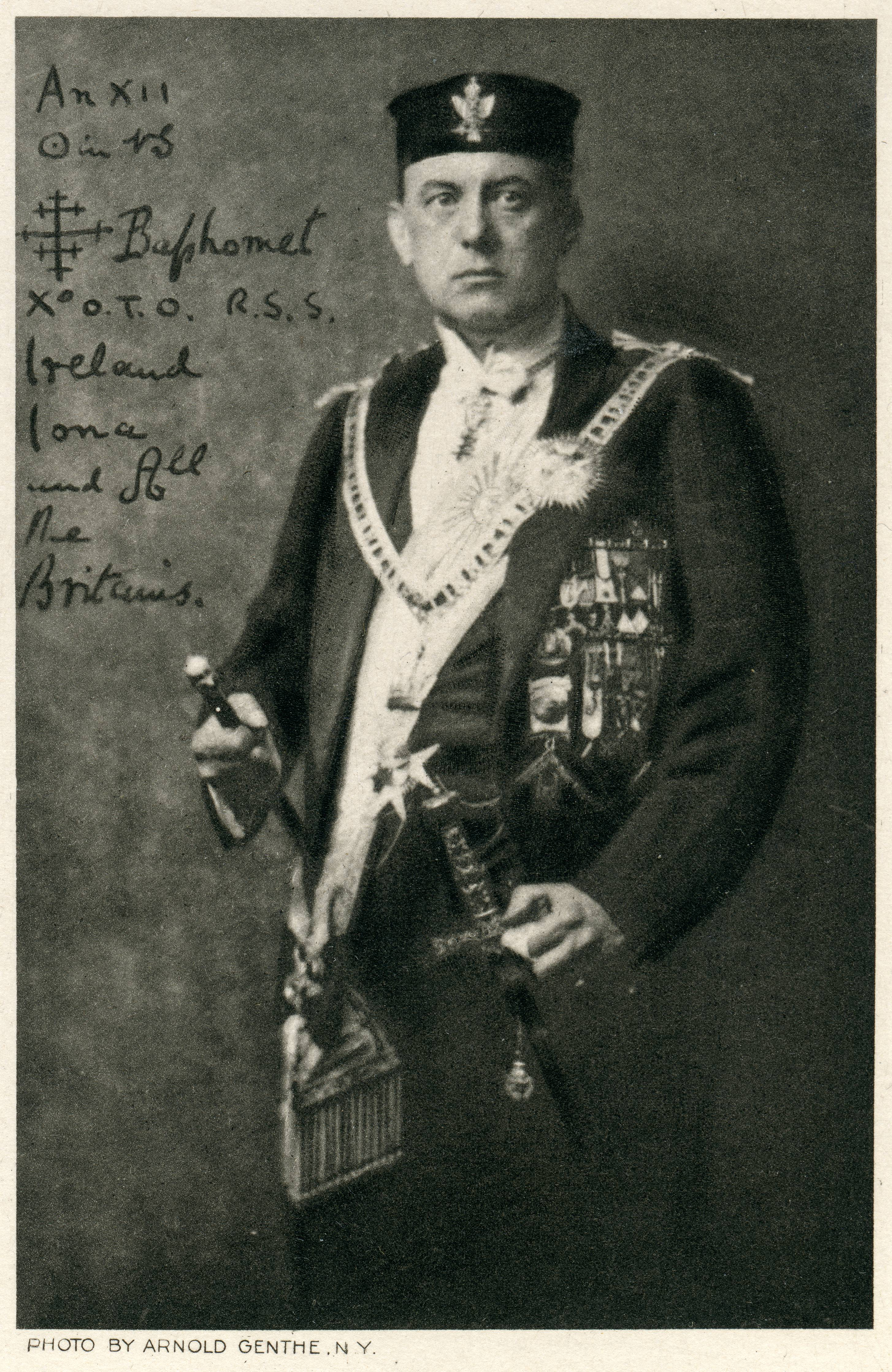
Aleister Crowley, uno de los magos más conocidos de la historia

La "A∴A∴", conocida popularmente como Astrum Argentum (el verdadero significado de las siglas se desconoce) es una sociedad esotérica fundada por Aleister Crowley (1875-1947) y George Cecil Jones en el año 1907.
Crowley formaba parte de la sociedad Golden Dawn pero por disputas internas decidió abandonarla. En 1907 tomando las doctrinas de la Orden Hermética de la Aurora Dorada (Golden Dawn) y agrupando a varios disidentes de la misma fundó la llamada "A∴A∴".
Esta nueva sociedad está ordenada internamente de la misma manera que la "Golden Dawn", consta de 11 grados divididos entre una etapa preparatoria y tres órdenes iniciáticas internas.
La más internas de estas tres órdenes es la propiamente llamada Astrum Argentum.
La A∴A∴  /ˌeɪˈeɪ/ ay-AY ) es una organización mágica descrita en 1907 por el ocultista Aleister Crowley . Sus miembros están dedicados al avance de la humanidad mediante la perfección del individuo en todos los planos a través de una serie gradual de iniciaciones universales. Sus iniciaciones son sincréticas, unificando la esencia del budismo Theravada con el yoga vedántico y la magia ceremonial . La A ∴ A∴ aplica lo que describe como métodos místicos y mágicos de logro espiritual bajo la estructura del Árbol Cabalístico de la Vida, y tiene como objetivo investigar, practicar y enseñar el "iluminismo científico". A menudo se considera que A∴A∴ representa Argenteum Astrum, que en latín significa Estrella de Plata.

## Historia
El A∴A∴ se compone de dos órdenes, conocidos como colegio interior y el colegio exterior. El colegio exterior en su forma moderna fue formulado en 1907 por Aleister Crowley y George Cecil Jones, quienes afirmaron su autoridad derivaba de Aiwass (el autor de El Libro de la Ley ) y otros Jefes Secretos del orden espiritual planetario. después del cisma y posterior colapso de la Orden Hermética de la Aurora Dorada a principios del siglo XX. El principal libro sagrado de la A∴A∴ es el libro que Crowley llamó AL y Liber Legis, técnicamente llamado Liber AL vel Legis sub figura CCXX entregado por 93=418 a DCLXVI, cuyo título escritural es El Libro de la Ley, por el cual nombre del Libro es el más comúnmente conocido y al que se hace referencia. Hay varios otros libros sagrados venerados en A∴A∴, que comprenden el material llamado Clase A y AB. 
En 1919 la O.T.O. se consideraba un aliado cercano de la A∴A∴, habiendo aceptado ambas organizaciones la autoridad del Libro de la Ley, aunque la O.T.O., siendo una sociedad temporal y fraternal, no participa en modo alguno en el programa iniciático estrictamente jerárquico y espiritual de A∴A∴, ni tampoco la O.T.O. representaba a la A∴A∴. o respecto a sus funciones o autoridad. 
El relato clásico de A∴A∴ es La nube sobre el santuario de Karl Von Eckharthausen, reeditado por A∴A∴  como Liber XXXIII .

### Después de Crowley
Tras la muerte de Crowley en 1947, su alumno Karl Germer asumió la dirección del colegio externo de la orden, desde la muerte de Germer la situación ha sido menos clara. Varios linajes de A∴A∴ sobreviven hoy y descienden de la orden de Crowley.
Uno de esos linajes desciende de la alumna de Crowley, la actriz Jane Wolfe (conocida como Soror Estai). La única alumna de Soror Estai, Phyllis Seckler (Soror Meral), fundó el Colegio de Thelema en 1973 y (con James A. Eshelman y Anna-Kria King) fundó el Templo de Thelema en 1987. Designó a Eshelman como su sucesor en la rama Jane Wolfe de A∴A∴ y como rector del Colegio de Thelema. Más tarde, también afirmó la autoridad de David Shoemaker para "admitir, supervisar y capacitar" a los iniciados de A∴A∴. 
Varios linajes corren por alumnos de Marcelo Ramos Motta, como el de J. Daniel Gunther. Otro linaje se vincula a Crowley a través de Israel Regardie y su alumno Gerald Suster.  Otros linajes corren por Grady McMurtry y Charles Stansfeld Jones .

### Nombre
| Idioma  | Posible nombre                               | Traducción |
| ------- | -------------------------------------------- | --- |
| latín   | Argentium Astrum                             | Estrella Plateada Nota: Este nombre se ha afirmado con frecuencia como el verdadero nombre de la Orden; sin embargo, según James Eshelman, esta traducción latina de la frase "estrella de plata" no es el nombre correcto de la Orden. |
| Griego  | Άστρον Αργόν (transliteración: Astron Argon) | Estrella Plateada James Eshelman da el verdadero nombre de la Orden como (transliteración:Astron Argon). Por gematria este nombre enumera hasta 451, el valor de las palabras griegas Konx Om Pax, una importante frase mística interpretada en la antigua Orden Hermética de la Aurora Dorada que significa "Luz en Extensión". Eshelman también señala que 451 también corresponde a la frase hebrea Eth ha-Adam, "La Esencia de la Humanidad". Una variante de esta traducción griega de las palabras "Estrella de Plata" es Aster Argos. Eshelman afirma que debido al uso que hace Crowley de la frase "Astron Argon" (una vez en una nota y otra en un documento oficial escrito a mano por Crowley), esta última debe tomarse como el verdadero nombre griego. La gematria de Aster Argos es 489, también el valor de Sothis, el nombre griego de la estrella Sirio . Eshelman afirma que "comúnmente se considera que Sirius es la expresión física de esa "Estrella de Plata" que da nombre a la Orden". |
| arameo  | אריך אנפין (transliteración: Arikh Anpin)    | Cara alargada o semblante extendido . Un concepto dentro de la Cábala judía. Se enumera como 422=231+191. |
| latín   | Arcano Arcanorum                             | Secreto de secretos James Eshelman afirma: "Si no se nos hubiera informado lo contrario, podríamos sospechar que estas iniciales se refieren al Arcanum Arcanorum ('Secreto de los Secretos'), que se encuentra dentro del Sanctum Sanctorum ('Lugar Santísimo'). De hecho, las iniciales tienen un significado diferente." |
| Inglés  | Ángel y Abismo                               | Ángel y abismo Eshelman explica esto como un significado "cariñoso" del nombre de la Orden. Se refiere al trabajo del iniciado al trabajar con el Santo Ángel Guardián y con el trabajo de aspirar a cruzar el Abismo del Árbol Cabalístico de la Vida. |
| Inglés  | Adeptos atlantes                             | Adeptos atlantes Sugerido por L. Sprague de Camp . |
| ninguno | A∴A∴                                         | |

### Estructura iniciática
La estructura iniciática de A∴A∴ se basa en el Árbol Cabalístico de la Vida, sus grados siguen a las sefirot hacia arriba del árbol en orden inverso. La A∴A∴ se subdivide en tres órdenes: Las S.S., siendo el órgano rector (Tercera Orden) y comprendiendo aquellos grados que se encuentran por encima del Abismo; El RR et AC (Segundo Orden), que comprende aquellos grados que están por debajo del Abismo pero por encima del Velo de Paroketh; y La Aurora Dorada (Primera Orden), que comprende los grados debajo del Velo de Paroketh. Una descripción completa de las tareas de la Primera Orden se da en Liber XIII vel Graduum Montis Abiegni: un programa de estudios de los pasos en el camino, en The Equinox Volumen 1.
Dos "grados" adicionales, los Habitantes de los Umbrales, vinculan las órdenes: Dominus Limnis en Paroketh y Bebé del Abismo en el Abismo.
Los miembros de la Tercera Orden pueden generar sus propias variaciones de las enseñanzas de la Primera y Segunda Orden como reflejos de su propia Comprensión, contemplando sistemas de logros que no están comprendidos en el plan de estudios del sistema principal.

### Estudiante
La tarea de un estudiante es adquirir un conocimiento intelectual general de todos los sistemas de logro, tal como se declara en los libros prescritos. Al final de un período determinado, el Estudiante realiza un examen escrito para comprobar su lectura, después del cual pasa por un pequeño ritual que implica la lectura de la Lección de Historia (Liber LXI), y pasa al grado de Probacionista .

### La Orden de G∴D∴ (Aurora Dorada)

#### Probacionista
(0°=0 □ ): La actividad principal del Probacionista es comenzar las prácticas que prefiera y escribir un registro cuidadoso de las mismas durante al menos un año.

#### Neófito
(1°=10 □ ): Debe adquirir perfecto control del plano astral .

#### Iniciado (Zelator)
(2°=9 □ ): El trabajo principal del Zelator es lograr el éxito completo en asana y pranayama . El Zelator también comienza a estudiar la fórmula de la Rosa Cruz.

#### Practicante (Practicus)
(3°=8 □ ): Se espera completar la formación intelectual, y en particular estudiar Qabalah.

#### Filósofo (Philosophus)
(4°=7 □ ): Se espera completar la formación moral. Se prueba en la Devoción a la Orden.

#### Señor del umbral (Dominus Liminis)
Se espera que demuestre dominio de pratyahara y dharana.

### La Orden de la R∴C∴ (Rosa Cruz)

#### Adepto Menor (Exterior)
(5°=6 □ ): Adepto Menor (Sin). Se espera que realice la Gran Obra y alcance el Conocimiento y la Conversación del Santo Ángel Guardián (SAG) . En el sistema del orden mágico A∴A∴, el objetivo más importante es conectarse conscientemente con el SAG y, al hacerlo, el mago se vuelve plenamente consciente de su propia Voluntad Verdadera . Para Crowley, este evento fue el objetivo más importante de cualquier adepto:

Nunca se debe olvidar ni por un solo momento que el trabajo central y esencial del Mago es la consecución del Conocimiento y la Conversación del Santo Ángel Guardián. Una vez que haya logrado esto, por supuesto, debe quedar enteramente en manos de ese Ángel, en quien invariable e inevitablemente se puede confiar para que lo conduzca al gran paso posterior: cruzar el Abismo y alcanzar el grado de Maestro del Templo.

Adeptus Menor (Interior)
(5°=6 □ ): Adepto Menor (Interior). Es admitido a la práctica de la fórmula de la Rosa Cruz al ingresar en el Colegio del Espíritu Santo.

#### Adepto Mayor
(6°=5 □ ): Adepto Mayor. Obtiene un dominio general de la Magia práctica, aunque sin comprensión.

#### Adepto exento
(7°=4 □ ): Adepto exento. Después de que uno alcanza el Conocimiento y la Conversación con el Santo Ángel Guardián y completa a la perfección todos estos asuntos, el adepto puede intentar cruzar el Abismo, el gran abismo o vacío entre el mundo fenoménico de manifestación y su fuente nouménica, ese gran desierto espiritual que debe ser cruzado por el adepto para alcanzar la maestría.Choronzon es el Morador del Abismo; él está ahí como el obstáculo final. Si recibe la preparación adecuada, entonces está allí para destruir el ego, lo que permite al adepto ir más allá del Abismo. Si no está preparado, el desafortunado viajero será completamente dispersado y aniquilado, dejando que el adepto se convierta en Hermano del Sendero de la Mano Izquierda. Si tiene éxito, el adepto se despoja de todos sus logros y también de su yo, incluso de su Santo Ángel Guardián, y se convierte en un Bebé del Abismo, que, habiendo trascendido la Razón, no hace más que crecer en el vientre de su madre, Babalón .

### La Orden de la S∴S∴ (Estrella de Plata)
(8°=3 □ ): Babalon está al otro lado del Abismo (haciendo señas en la esfera de Binah en el Árbol de la Vida). Si el adepto se entrega a ella (el símbolo de este acto es el derramamiento de la sangre del adepto en su Grial), queda impregnado en ella (estado llamado "Niño del Abismo"), entonces renace como Maestro y como Señor. Santo que habita en la Ciudad de las Pirámides, convirtiéndose en Maestro del Templo (Magister Templi). La tarea principal de este grado es obtener una perfecta comprensión del Universo. El Magister Templi es preeminentemente el Maestro del Misticismo, es decir, su comprensión está enteramente libre de contradicción interna u oscuridad externa; su Trabajo es comprender el Universo existente de acuerdo con su propia Mente. Este grado corresponde a Binah en el Árbol de la Vida. Crowley también lo vinculó con la experiencia que llamó "Shivadarshana" y con los cuatro estados sin forma del budismo, aunque advierte contra el tratamiento de estos criterios como suficientes para el grado.
La Ciudad de las Pirámides es el hogar de aquellos adeptos que han cruzado el gran Abismo, habiendo derramado toda su sangre en el Grial de Babalon. Han destruido sus identidades egoicas terrenales, convirtiéndose en nada más que montones de polvo (es decir, los aspectos restantes de sus Verdaderos Seres sin el sentido propio del "yo"). Es un paso en el camino de la purificación espiritual y un lugar de descanso espiritual para aquellos que han logrado deshacerse de sus apegos al mundo mundano.
La Ciudad existe bajo la Noche de Pan, o NOX. Pan es tanto el que da como el que toma la vida, y su Noche es ese momento de muerte simbólica donde el adepto experimenta la unificación con el Todo a través de la destrucción extática del ego. En un sentido simbólico menos poético, este es el estado en el que uno trasciende todas las limitaciones y experimenta la unidad con el universo.

#### Mago (Magus)
(9°=2 □ ): El Mago busca alcanzar la Sabiduría (simbolizada al entrar en Chokmah en el Árbol de la Vida), declara su ley y es un Maestro de toda la Magia en su sentido más grande y elevado. Su voluntad está enteramente libre de desviación interna u oposición externa; Su trabajo es crear un nuevo Universo de acuerdo con su Voluntad . Este grado corresponde a Chokmah en el Árbol de la Vida . También tiene cierto parecido con el "nuevo filósofo" de Nietzsche que crea valores, aunque con más enfoque en la autotrascendencia, según el biógrafo de Crowley, Lawrence Sutin. El estado de ser un Mago se describe en el Liber B vel Magi de Crowley. De los Reyes Magos, Crowley escribe:

Hay muchos maestros mágicos, pero en la historia registrada apenas hemos tenido una docena de Magos en el sentido técnico de la palabra. Pueden ser reconocidos por el hecho de que su mensaje puede formularse como una sola palabra, palabra que debe ser tal que derribe todas las creencias y códigos existentes. Podemos tomar como ejemplo la Palabra de Buda: Anatta (ausencia de un atman o alma) [...] Mahoma, nuevamente, con la sola palabra Alá [...] De manera similar, Aiwass, al pronunciar la palabra Thelema (con todas sus implicaciones), destruye completamente la fórmula del Dios Moribundo.

En otra parte, admite la posibilidad de que alguien alcance este rango sin pronunciar una nueva Palabra mágica. Tal Mago, dice, se identificaría con la Palabra del Eón actual y trabajaría para establecerla. En Magick Without Tears, Crowley sugiere (sin decirlo realmente) que los Jefes Secretos de la A∴A∴ han alcanzado al menos el rango de Magus, en algún sentido.

#### Ipsissimus
(10°=1 □ ): El estado de Ipsissimus es el grado más alto posible (simbolizado por la esfera de Kether en el Árbol de la Vida), más allá de la comprensión de los grados inferiores. Un Ipsissimus está libre de limitaciones y necesidades y vive en perfecto equilibrio con el universo manifiesto. Esencialmente, el modo más elevado de logro. Este grado corresponde a Kether en el Árbol de la Vida. Ipsissimus es bastante difícil de traducir directamente del latín al español, pero es esencialmente el superlativo de "yo", que se traduce aproximadamente como "el muy" o "el más grande". " (cf. generalísimo para la misma forma superlativa que se usa para un grado de la misma raíz latina).
Crowley nombró como condición de este grado el trance nirodha-samapatti,que reduce los latidos del corazón y otras funciones vitales al mínimo indispensable. Los monjes budistas Theravada tradicionalmente alcanzan nirodha-samapatti produciendo uno tras otro los estados sin forma antes mencionados, y percibiendo en cada uno de ellos lo que llaman las Tres Características de toda existencia: dolor o tendencia hacia el dolor, cambio o falta de fiabilidad, y Insustancialidad o falta de yo.  Crowley y la A∴A∴, sin embargo, buscan reemplazar este triple concepto de existencia con la búsqueda del equilibrio como motivo para la disciplina y como medio para lograr su objetivo final. En Liber B vel Magi instan al Mago que busca un mayor progreso a identificar las Tres Características Budistas con los estados opuestos. "Donde el dolor es alegría, el cambio es estabilidad y el altruismo es uno mismo". La versión de Crowley de nirodha incluye "ver primero la verdad y luego la falsedad de las Tres Características" según su teoría publicada.
El Ipsissimus debe mantener en secreto el logro de este grado final, incluso del resto de la Orden, y continuar con el trabajo del Mago mientras expresa la naturaleza de un Ipsissimus en palabra y obra. Crowley escribe:

El Ipsissimus está totalmente libre de toda limitación, existiendo en la naturaleza de todas las cosas sin discriminaciones de cantidad o calidad entre ellas. Ha identificado el Ser y el no-Ser y el devenir, la acción y la no acción y la tendencia a la acción, con todas las demás triplicidades similares, sin distinguir entre ellas con respecto a ninguna condición, ni entre una cosa y otra en cuanto a si es con o sin condiciones.

Ha jurado aceptar este Grado en presencia de un testigo y expresar su naturaleza en palabras y hechos, pero retirarse de inmediato tras los velos de su manifestación natural como hombre y guardar silencio durante su vida humana como al hecho de su logro, incluso a los demás miembros de la Orden.
El Ipsissimus es preeminentemente el Maestro de todos los modos de existencia; es decir, su ser está enteramente libre de necesidad interna o externa. Su trabajo es destruir todas las tendencias a construir o cancelar tales necesidades. Él es el Maestro de la Ley de la Insustancialidad (Anatta).

El Ipsissimus no tiene relación como tal con ningún Ser: no tiene voluntad en ninguna dirección, ni Conciencia de ningún tipo que involucre dualidad, porque en Él todo se cumple; como está escrito 'más allá de la Palabra y del Loco, sí, más allá de la Palabra y del Loco'.